# Cremă de zahăr ars

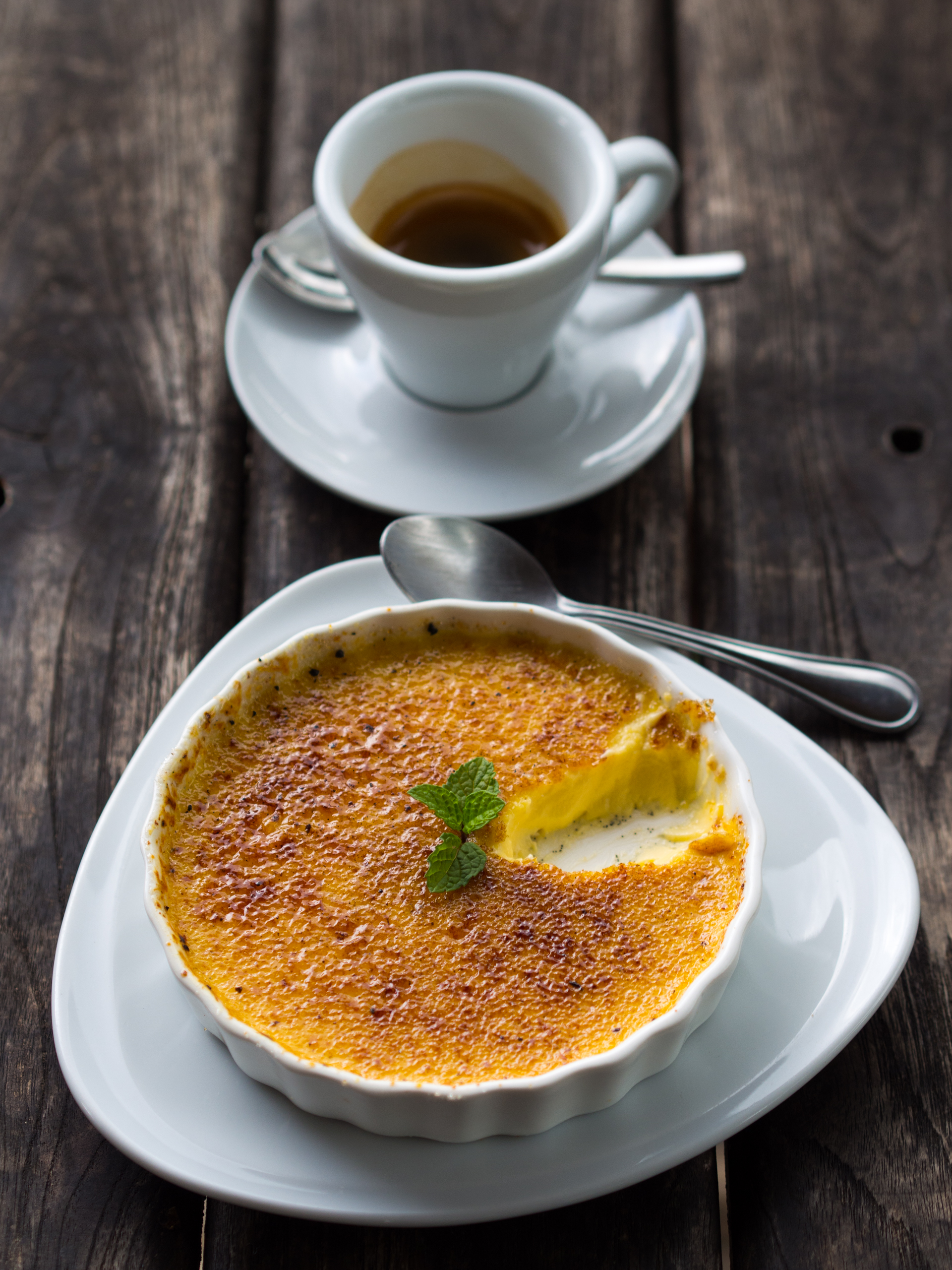
Cremă de zahăr ars

Crema de zahăr ars (cunoscută în engleză și franceză ca Crème brûlée) este un desert obținut din ouă, zahăr și lapte.
Crema de zahăr ars a ajuns un desert foarte popular datorită gustului său deosebit.
Poate fi ornat cu frișcă, sau combinat cu vanilie, în modul tradițional.
Prima rețetă cunoscută de crème brûlée a apărut în cartea de bucate Cuisinier royal et bourgeois din 1691 a lui François Massialot.